# Morrigan Linea
La Morrigan Linea è una struttura geologica della superficie di Venere.